# Waamwang jezik
Waamwang (ISO 639-3: wmn; wamoang), melanezijski jezik s Nove Kaledonije koji se do polovice 20. stoljeća govorio u dva sela u regiji Voh. Pripadao je skupini hmwaveke koja obuhvaća i preživjele jezike bwatoo i hmwaveke (po 300 govornika 1982.) kojima se služe plemena Bwatoo i Moaveke. 
Godine 1946. waamwangom je govorilo svega troje ljudi.

## Vanjske poveznice
- WAAMWANG: an extinct language of New Caledonia
- Ethnologue (15th)